# アサスマ!
『アサスマ!』は、2009年4月からサンテレビで放送されているバラエティ番組。

## 概要
美女タレントたちによるオープニングやロケ、スマイルの魂値切（たまねぎり）など、複数のコーナーから成る番組。
2019年6月23日放送回の魂値切冒頭でサンテレビ2位の視聴率を取っていたことが明らかにされた。

## コーナー

### 魂値切
毎週放送。オープニング後の番組前半や中盤に放送されることが多い。日光ホーム提供。スマイルが大阪の商店街で"魂を込めて値切る"コーナー。4～5本撮りを行うため、商店街から外れたり、別の商店街へ行くこともある。基本的には放送当日、数を限定しての値下げだが、『なかみね』（大阪市旭区）放送回ではコロッケが1000個完売する事態となった。
2020年5月は、コロナウイルスの影響で、同じくスマイル出演の『お家でクッキング』というコーナーが代替で放送され、6月は放送なしであったが、7月より通常通り『魂値切』を再開した。
2021年5月24日放送回の鶴見橋商店街『ぎょうざや』では番組初の値切り失敗となったが、同年6月27日放送回のコーナー終盤にて改めて値切りが発表された。
2021年10月3日放送回では先週分、天下茶屋のクレープ屋『カフェ・ド・シュシュ』の完売が報告された（販売枚数：150枚・来客数：計測不能）。
2021年11月21日放送回では、我孫子町の焼き肉店『pipi aina』のハラミ丼が開店直前の行列で即完売したことが報告された。